# Juan Hernandez Navarrete
Juan Hernandez Navarrete (* 24. Februar 1987 in Morelia, Michoacán, Mexiko) ist ein mexikanischer Boxer und aktueller WBC-Weltmeister im Fliegengewicht.

## Profikarriere
Am 25. März 2004 gab der Normalausleger mit einem einstimmigen Punktsieg gegen Juan Daniel Salvidar erfolgreich sein Debüt bei den Profis.
Anfang März 2017 erkämpfte sich Navarrete dann den vakanten Weltmeistertitel des Verbandes WBC, als er den bis dahin noch ungeschlagenen Thailänder Nawaphon Kaikanha in der 3. Runde durch technischen K. o. bezwang.